# カール・モーリッツ・シューマン

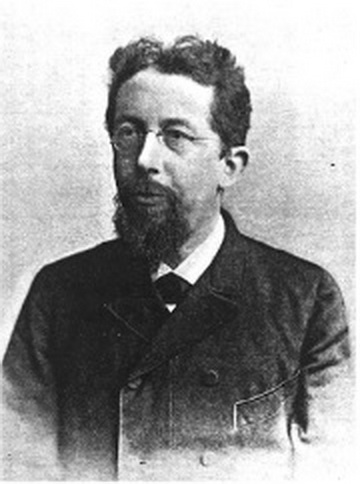
カール・モーリッツ・シューマン

カール・モーリッツ・シューマン（Karl Moritz Schumann、1851年6月17日 - 1904年3月22日）は、ドイツの植物学者である。サボテンの研究に功績をあげた。

## 略歴
現ザクセン州のゲルリッツに生まれた。ベルリンやミュンヘン、ブレスラウで学んだ。最初化学を専攻するが、後に植物学に転じた。1873年にブレスラウ大学で博士号を得た。ハインリヒ・ゲッパートの助手を務めた後、ヴロツワフの高校の教師を8年間務めた。1884年にアウグスト・アイヒラーに雇われ、ベルリン植物博物館の学芸員（Kustos）となった。1890年にドイツ自然科学アカデミー・レオポルディーナの会員に選ばれた。1892年に教授となり、1893年にベルリン大学での教授資格を取得した。1892年に新設されたサボテン同好学会（Gesellschaft der Kakteenfreunde）の会長となり、学会は1898年にドイツサボテン学会（Deutsche Kakteen-Gesellschaft）に改名された。
1899年に出版された、「サボテンのモノグラフ」（"Gesamtbeschreibung der Kakteen"）が主著でサボテンに関する最初の包括的な著作である。それまで知られていた670種のサボテンを21の属に分類し、Pereskioideae、Opuntioideae、Ceroideaeの3つの亜科に分類した。 
ギルク（Ernst Friedrich Gilg）と共著で"Das Pflanzenreich"を出版し、アドルフ・エングラーとプラントルが編集した"Die naturlichen pflanzenfamilien"などにも貢献した。
1891年からサボテンの月刊誌、"Monatsschrift für Kakteenkunde"を編集し、1891年から1902年まで"Atlas der offizinellen Pflanzen"の共同編集者を務めた。
ドイツサボテン学会は、会誌、Schumanniaの誌名にシューマンの名がつけ、多肉植物の分野の研究に対して送られるカール・シューマン賞（Karl-Schumann-Preis）を設けている。
セリ科の属名SchumanniaKuntzeなどに献名されている。

## 著書の図版
- Cereus repandus
 "Gesamtbeschreibung der Kakteen"から
- "Monatsschrift für Kakteenkunde"の図版

## 著作
- Die Ameisenpflanzen. Verlagsanst. und Dr. A.-G., Hamburg 1889
- Karl Lauterbachと共著: Die Flora der deutschen Schutzgebiete in der Südsee. Gebrüder Borntraeger, Leipzig 1901
- Karl Lauterbachと共著: Nachträge zur Flora der deutschen Schutzgebiete in der Südsee. Gebrüder Borntraeger, Leipzig